# 鳴瀬シュウヘイ
鳴瀬 シュウヘイ（なるせ しゅうへい、4月25日 - ）は、日本の作曲家、編曲家、キーボーディスト。
京都府出身。立命館高等学校、立命館大学経営学部卒業。学生時代に京都でDJとして活動を開始。その後、ソフトヴィジュアル系ロックバンド「DEVELOP=FRAME」を結成しメジャー・デビュー。
現在は主に作曲家・編曲家として活動。2007年の『仮面ライダー電王』以降、「仮面ライダーシリーズ」への楽曲提供が多い。

## 経歴
- 1992年 - DJとして活動するかたわら、イベント音楽などの製作に関わる。
- 1994年 - 野口純平と出会いDEVELOP=FRAMEを結成。
- 1999年 - DEVELOP=FRAME、メジャー・デビュー。
- 2003年 - DEVELOP=FRAME解散。その後ロックバンド「S.Q.F」に加入。
- 2004年 - S.Q.F脱退

## 主な作品

### 楽曲
- DEVELOP=FRAME
  - 「TRANCE TRAP」(1997)-作詞、作曲、編曲-
  - 「LUNATIC DANCER」(1997)-作曲、編曲-
  - 「Realize」(1999)-作曲、編曲-
  - 「Blaze your Blaze」(1999)-作詞、作曲、編曲-
  - 「CHASE」(2000)-作詞、作曲、編曲-
  - 「裸心」(2000)-作曲、編曲-
  - 「オーヴァーラヴ」(2000)-作曲、編曲-
- S.Q.F
  - 「cosmic you」(2003)-作詞、作曲、編曲-
  - 「TUNE」(2003)-作曲、編曲-
  - 「KEEN MOVE ME」(2003)-作曲、編曲-
  - 「atelier「D」」(2003)-作曲、編曲-
  - 「DOOM-有罪のアザゼル-」(2003)-作曲、編曲-
  - 「FREEZE!FUCKIN'SURVIVER」(2004)-作詞、作曲、編曲-
  - 「真夏の夜の夢」(2004)-作曲、編曲-
  - 「albino「G」」(2004)-作曲、編曲-
  - 「ラプソディー 」(2004)-作曲、編曲-
  - 「romantic ode~ローマにて~ 」(2004)-作曲、編曲-
- J+Jenius「孤独な太陽」(2003)-編曲-
- TRANSTIC NERVE「Getting closer -Prophedit Module-」(2004)-リミックス-
- Ohaガールスターフルー2「スタフル☆ミラクルドゥ」(2004)-編曲-
- レ・ミィ×コトナ（こやまきみこ&伊藤静）
  - 「握りしめたその手に」（2006）-作曲、編曲-
  - 「lost your voice」（2006）-作曲、編曲-
  - 「realize」（2006）-編曲-
  - 「瞳そらさず…ほら」（2006）-作曲、編曲-
  - 「are you ready now?」（2006）-作曲、編曲-
  - 「風雲歌人」（2006）-作曲、編曲-
- BeForU
  - 「DIVE2006」（2006）-編曲-
  - 「HONEY♂PUNCH」（2006）-編曲-
  - 「LOVE ♡ SHINE '06」（2006）-編曲-
  - 「Melody Life "eco"」（2006）-編曲-
  - 「僕の中にある僕じゃないボクだけのボクと僕」（2007）-作曲、編曲-
  - 「今日と明日と四角イ空」（2007）-作曲、編曲-
- Noria「LOVE②くらっち」（2006）-作曲、編曲-
- 小坂りゆ
  - 「断罪の花 〜Guilty Sky〜」（2007）-編曲-
  - 「Yes or No」（2007）-作曲、編曲-
  - 「Sunny the Ride」（2008）-作曲、編曲-
- ビーグルクルー
  - 「ハピネス」（2007）-編曲-
  - 「流れ星」（2007）-編曲-
  - 「君の全て」（2007）-編曲-
  - 「Onedays」（2007）-編曲-
  - 「メモリーズメロディ」（2007）-編曲-
  - 「The shining world」（2007）-編曲-
  - 「勇気」（2007）-編曲-
  - 「愛の表現」（2007）-編曲-
  - 「うたをうたって」（2007）-編曲-
  - 「Try again」（2010）-編曲-
  - 「愛のメロディ」（2010）-編曲-
- AAA DEN-O form
  - 「Climax Jump」（2007）-作曲、編曲-
  - 「CLIMAX JUMP the Final」（2008）-作曲、編曲-
  - 「Climax Jump (Ver.Shuhei Naruse)」（2009）-作曲、編曲-
- 野上良太郎&キンタロス（佐藤健&てらそままさき）「Double-Action Ax form」（2007）-作曲、編曲-
- 野上良太郎&リュウタロス（佐藤健&鈴村健一）「Double-Action Gun form」（2007）-作曲、編曲-
- ナオミ&愛理（秋山莉奈&松本若菜）「Double-Action Coffee form」（2007）-作曲、編曲-
- 仮面ライダー牙王（渡辺裕之）「Double-Action GAOH form」（2007）-作曲、編曲-
- モモタロス&ウラタロス&キンタロス&リュウタロス (関俊彦&遊佐浩二&てらそままさき&鈴村健一)「Climax Jump DEN-LINER form」（2007）-作曲-
- モモタロス&ウラタロス&キンタロス&リュウタロス&デネブ（関俊彦&遊佐浩二&てらそままさき&鈴村健一&大塚芳忠）「Double-Action CLIMAX form」（2008）-作曲、編曲-
- 野上良太郎＆ジーク（佐藤健&三木眞一郎）「Double-Action Wing form」（2008）-作曲、編曲-
- モモタロス(関俊彦)「CLIMAX JUMP Sword form」（2008）-作曲-
- ウラタロス(遊佐浩二)「CLIMAX JUMP Rod form」（2008）-作曲-
- キンタロス(てらそままさき)「CLIMAX JUMP Ax form」（2008）-作曲、編曲-
- リュウタロス(鈴村健一)「CLIMAX JUMP Gun form」（2008）-作曲、編曲-
- DEN-O ALL STARS「超Climax Jump」（2009）-作曲、編曲-
- 響ミソラ（福圓美里）
  - 「ハート・ウェーブ」（2007）-作曲、編曲-
  - 「絆ウェーブ」（2007）-作曲、編曲-
- SUN&LUNAR（桃井はるこ & 野川さくら）
  - 「Dan Dan Dan」（2007）-作曲、編曲-
  - 「絶対乙女」（2008）-編曲-
- 永澄&燦（水島大宙 & 桃井はるこ）「Don't Worry Be Happy」（2008）-作曲、編曲-
- 巡&委員長（森永理科 & 力丸乃りこ）「Romantic summer 八中女子やりすぎMIX」（2008）-編曲-
- 瀬戸花えんじぇるす（桃井はるこ & 野川さくら & 森永理科 & 喜多村英梨）「天使爛漫 Love Power」（2008）-作曲、編曲-
- LUNAR(野川さくら)「梯 -かけはし- ver.LUNAR」（2009）-編曲-
- 古谷徹
  - 「眠ったままでは」（2008）-作曲、編曲-
  - 「Only one shining star」（2008）-作曲、編曲-
- Tourbillon「Break the Chain」（2008）-作曲、編曲-
- TETRA-FANG
  - 「Destiny's Play」（2008）-編曲-
  - 「Individual-System」（2008）-作曲、編曲-
  - 「Entrance Procession」（2008）-作曲、編曲-
  - 「Supernova」（2008）-編曲-
  - 「Innocent Trap」（2008）-作曲、編曲-
  - 「Roots of the King」（2008）-作曲、編曲-
  - 「Mind Garden」（2008）-作曲、編曲-
  - 「Lightning to Heaven」（2008）-編曲-
  - 「Rainy Rose」（2008）-編曲-
  - 「Eternity Blood」（2008）-作詞、作曲、編曲-
  - 「Prayer〜Message2」（2008）-作曲、編曲-
  - 「No matter who you are」（2008）-編曲-
- 名護啓介（加藤慶祐）
  - 「Fight For Justice 〜Individual-System Nago Ver.〜」（2008）-作曲、編曲-
  - 「Don't lose your self」（2008）-作曲、編曲-
  - 「Ixa-cize」（2008）-作曲、編曲-
- Crimson-FANG「Circle of Life」（2008）-作曲、編曲-
- Crimson-FANG feat.紅 渡（瀬戸康史）「With you」（2008）-作曲、編曲-
- Crimson-FANG feat.紅 音也（武田航平）「With me」（2008）-作曲-
- 麻生ゆり・麻生恵(高橋優・柳沢なな)「Feel the same」（2008）-作曲、編曲-
- 門矢士(井上正大)「Ride the Wind」（2009）-作曲、編曲-
- 松本梨香
  - 「Alive A life (Ver.Shuhei Naruse)」（2009）-編曲-
  - 「やじるしになって!2013」（2013年） - 編曲
- Tourbillon「Break the Chain (Ver.Shuhei Naruse)」（2009）-編曲-
- 田中正之「仮面ライダークウガ！ (Ver.Shuhei Naruse)」（2009）-編曲-
- 石原慎一「仮面ライダーAGITO (Ver.Shuhei Naruse)」（2009）-編曲-
- ISSA「Justiφ's (Ver.Shuhei Naruse)」（2009）-編曲-
- 相川七瀬「Round ZERO〜BLADE BRAVE (Ver.Shuhei Naruse)」（2009）-編曲-
- 布施明「少年よ (Ver.Shuhei Naruse)」（2009）-編曲-
- YU-KI「NEXT LEVEL (Ver.Shuhei Naruse)」（2009）-編曲-
- 鈴希ゆき「シグナル」（2009）-作曲、編曲-
- おはガール メープル「モーニングチャイム！」(2010)-作曲、編曲-
- 上木彩矢 w TAKUYA「W-B-X 〜W-Boiled Extreme〜」（2009）-作曲、編曲-
- 園咲若菜(飛鳥凛)「Naturally」（2010）-作曲、編曲-
- Queen&Elizabeth(板野友美&河西智美)「Love Wars」（2010）-作曲、編曲-
- 火野映司（渡部秀）
  - 「Regret nothing〜Tighten Up〜」（2010）-作曲、編曲-
  - 「Got to keep it real」（2010）-作曲、編曲-
  - 「Ride on Right time」（2010）-作曲、編曲-
  - 「Sun goes up」（2010）-作曲、編曲-
  - 「Shout out」（2011）-作曲、編曲-
- 火野映司（渡部秀）×アンク（三浦涼介）「Time judged all」（2010）-作曲、編曲-
- 火野映司（渡部秀）×串田アキラ「POWER to TEARER」（2011）-作曲、編曲-
- 松平健　feat.映司（渡部秀）＆アンク（三浦涼介）「手をつなごう～マツケン×仮面ライダー サンバ～」（2011）-作曲、編曲-
- 仮面ライダーGIRLS
  - 「恋のライダーキック」（2010）-作曲、編曲-
  - 「Let's Go Rider Kick 2011」（2011）-編曲-
  - 「KAMEN RIDER V3」（2011）-編曲-
  - 「咲いて」（2012）-編曲-
  - 「O.K Alright feat.everset」（2012）-編曲-
  - 「alteration」（2013）-作曲、編曲-
  - 「今でも」（2013）-作曲、編曲-
  - 「Go get‘em」（2013）-作曲、編曲-
- 椎名慶治
  - 「WAIT! -transit mix-」（2011）-編曲-
  - 「疑似パラドックス」（2011）-編曲-
  - 「Giant Step -SHIINA Ver.-」（2012）-作曲・編曲-
- Astronauts（May'n & 椎名慶治）
  - 「Giant Step」（2011）-作曲、編曲-
  - 「COSMIC MIND」（2012）-作曲、編曲-
- フレンチ・キス「ドラゴンフルーツの食べ頃」（2011）-編曲-
- 武光振蔵（三宅健太）「武士節~もののふぶし~」（2011）-作曲、編曲-
- 笛吹和義（杉田智和）「All things,All need」（2011）-作詞、作曲、編曲-
- 藤崎佑助（吉野裕行）「集中ビュビュビューン!」（2011）-作詞、作曲、編曲-
- 高橋みなみ「Still」（2011）-編曲-
- GACKT「UNTIL THE LAST DAY (D.A.Edit)」 （2012）-編曲-
- May'n
  - 「Giant Step -May'n Ver.-」 （2012）-作曲、編曲-
  - 「ROCK YOUR BEATS」 （2013）-編曲-
- おはガールちゅ!ちゅ!ちゅ!
  - 「リボンの星☆!!!」 （2012）-編曲-
  - 「こいしょ!!!」 （2012）-編曲-
  - 「花、ひらり」 （2012）-作曲、編曲-
  - 「サヨナラのかわりに2013」 （2013）-編曲-
  - 「夏サンキュ!!!」 （2013）-編曲-
  - 「夢ふうせん」 （2013）-編曲-
- 特撮戦隊 ラジレンジャーRX(鈴村健一・神谷浩史・KAMEN RIDER GIRLS featuring 水木一郎)「緊急発信! ラジレンジャー」 （2013）-編曲-
- 鎧武乃風(湘南乃風)「JUST LIVE MORE」（2013）-作曲、編曲-
- hitomi「TEPPEN STAR」(2013) -作曲-
- 葛葉紘汰&駆紋戒斗(佐野岳&小林豊)「乱舞Escalation」(2014) -作曲、編曲-
- 呉島光実(高杉真宙)「Point Of No Return」(2014) -作曲、編曲-
- トラオ(谷山紀章)「Nowhere Living Now」(2014) -作曲、編曲-
- トラオ(谷山紀章)「We get sparking」」(2015) -作曲、編曲-
- 桜庭(木村昴)「Fight For the Freedom 」(2015) -作曲、編曲-
- 斉藤秀翼「Seize the Chance」(2015) -作曲、編曲-
- 斉藤秀翼「S:NAKED LOVE」(2015) -作曲、編曲-
- 3年E組うた担[渚＆茅野＆業＆磯貝＆前原(渕上舞&洲崎綾&岡本信彦&逢坂良太&浅沼晋太郎)]「自力本願レボリューション」(2015) -作曲、編曲-
- 殺おにいさん[殺せんせー(福山潤)]「ころたいそう」(2015) -作曲、編曲-
- Mitsuru Matsuoka EARNEST DRIVE「re-ray」(2015) -編曲-
- 荒木宏文「STELLAR」(2015) -編曲-
- 泊 進ノ介・詩島 剛・チェイス（cv:竹内涼真・稲葉友・上遠野太洸）「Spinning Wheel」(2015) -作曲、編曲-
- ハッカドール（高木美佑、奥野香耶、山下七海）「キャベツ検定」(2015) -編曲-
- ゆっぴー（青山吉能）「Doesn't Know Anything」(2015) -作曲、編曲-
- ハッカドール1号（高木美佑）「ハッカドールヒーローのうた」(2015)  -作曲-
- D-selections（小林竜之、澁谷梓希、若井友希、青山吉能、吉岡茉祐）「BLOODRED」(2016) -作曲、編曲-
- 維新グラビティ「ナニシンジル？」(2018) -曲、編-
- 維新グラビティ「相対性ディスカバリィ」(2018) -曲、編-
- 維新グラビティ「自分的Right Way」(2018) -詞、曲、編-
- 川津明日香「Will save us」（2021）-作曲、編曲-
- ジョージ・狩崎（濱尾ノリタカ）「ジョージ・狩崎のライダーシステム」（2022）-作曲-

### 劇判音楽

#### 映画
2005年
- 劇場版ロックマンエグゼ　-光と闇の遺産（プログラム）- 東宝

2009年
- 劇場版ペンギンの問題 幸せの青い鳥でごペンなさい 東宝
- 仮面ライダーシリーズ（2009年 - 2016年）
  - 劇場版 仮面ライダーディケイド オールライダー対大ショッカー（中川幸太郎と共同）東映（2009）
  - 仮面ライダー×仮面ライダー W&ディケイド MOVIE大戦2010（中川幸太郎と共同）東映（2009）
  - 仮面ライダーW FOREVER AtoZ/運命のガイアメモリ（中川幸太郎と共同）東映（2010）
  - 仮面ライダー×仮面ライダー オーズ&ダブル feat.スカル MOVIE大戦CORE（中川幸太郎と共同）東映(2010)
  - 仮面ライダー×仮面ライダー フォーゼ&オーズ MOVIE大戦MEGA MAX（中川幸太郎と共同）東映(2011)
  - 仮面ライダーフォーゼ THE MOVIE みんなで宇宙キターッ! 東映(2012)
  - 仮面ライダー×仮面ライダー ウィザード&フォーゼ MOVIE大戦アルティメイタム（中川幸太郎と共同）東映(2012)
  - 仮面ライダー×仮面ライダー ドライブ&鎧武 MOVIE大戦フルスロットル（中川幸太郎、山下康介と共同）東映(2014)
  - 劇場版 仮面ライダードライブ サプライズ・フューチャー（中川幸太郎と共同）東映(2015)
  - 仮面ライダー×仮面ライダー ゴースト&ドライブ 超MOVIE大戦ジェネシス（坂部剛、中川幸太郎と共同）東映(2015)
  - 仮面ライダー1号（坂部剛、中川幸太郎と共同）東映(2016)

2015年
- スーパーヒーロー大戦GP 仮面ライダー3号（中川幸太郎と共同）東映

#### OV
2011年
- 仮面ライダーW RETURNS（中川幸太郎と共同）
  - 仮面ライダーアクセル 東映ビデオ（4月）
  - 仮面ライダーエターナル 東映ビデオ（7月）

2016年
- ドライブサーガ (中川幸太郎と共同)
  - 仮面ライダーチェイサー 東映ビデオ (4月)
  - 仮面ライダーマッハ/仮面ライダーハート 東映ビデオ (11月)

#### ドラマ・アニメ
2004年
- ロックマンエグゼStream テレビ東京

2005年
- ロックマンエグゼBEAST テレビ東京

2006年
- ロックマンエグゼBEAST+ テレビ東京
- 流星のロックマン テレビ東京
- おはスタ テレビ東京 (2006-2011)
- のりスタ は〜い!テレビ東京 (2006-2007)
- おはコロシアム テレビ東京 (2006-2007)

2007年
- 流星のロックマン トライブ テレビ東京
- トレジャーガウスト テレビ東京

2008年
- ペンギンの問題 テレビ東京 (2008-2010)

2009年
- 仮面ライダーシリーズ（2009年 - 2022年）
  - 仮面ライダーディケイド（中川幸太郎と共同）テレビ朝日 (2009)
  - 仮面ライダーW（中川幸太郎と共同）テレビ朝日 (2009-2010)
    - 風都探偵（中川幸太郎と共同）(2022)

  - 仮面ライダーフォーゼ テレビ朝日(2011-2012)
  - 仮面ライダードライブ（中川幸太郎と共同）テレビ朝日(2014-2015)

2010年
- ペンギンの問題Max テレビ東京 (2010-2011)

2011年
- ペンギンの問題DX? テレビ東京 (2011-2012)
- SKET DANCE テレビ東京 (2011-2012)

2012年
- 爆TECH!爆丸 テレビ東京

2013年
- 爆TECH!爆丸ガチ テレビ東京

2015年
- 手裏剣戦隊ニンニンジャーVS仮面ライダードライブ 春休み合体1時間スペシャル（中川幸太郎、山下康介と共同）
- ハッカドール THE あにめ〜しょん

2016年
- ハンドレッド

#### CM
- コンビニエンスストア「ミニストップ」
- コミック「金色のガッシュ!!」小学館
- トイ「デュエル・マスターズ」タカラ

#### その他
- デジタル写真集「杉本彩<DIGITAL PORNO>」(2001)
- DVD「Designers Movie vol.000」小学館(2002)
- ラジオ「B-JUNK」TBSラジオ(2002)
- イベント音楽「FOMA901発表会」NTTドコモ(2004)
- プロモーションビデオ「DEFROCK」(2004)
- コロコロコミック30周年記念ソング「俺たちコロコロAge」(2007)
- ポップンミュージック16 PARTY♪収録曲「Climax Jump pop'n form」コナミ(2008) -編曲-
- おはガール「モーニングエール！」(2008)
- おはスタ645「はじめてニャン!」作曲・編曲
- フレンチ・キス　ドラマ「今日、恋をはじめます。」(2010)